# Chitra Bahadur K.C.
Chitra Bahadur K.C. (in nepalese चित्रबहादुर के.सी.; Baglung, 1º gennaio 1934) è un politico e sindacalista nepalese, attuale presidente del Rashtriya Janamorcha.

## Biografia
Chitra Bahadur K.C. partecipò inizialmente alle elezioni del 1994 come indipendente, raccogliendo 15 089 voti.
Successivamente, si unì al Partito Comunista del Nepal (Mashal) e divenne dirigente del suo fronte legale, il Rashtriya Janamorcha. Partecipò alle elezioni del 1999 come candidato del Fronte nella circoscrizione 2 di Banglung, ottenendo 24 124 voti e ottenendo un seggio nella Pratinidhi Sabha, il parlamento nepalese.
Nel 2002 il PCN (Mashal) e il PCN (CU) si unificarono e altrettanto fecero i fronti egemonizzati dai due partiti, rispettivamente il Rashtriya Janamorcha e il Samyukta Janamorcha Nepal, costituendo il Janamorcha Nepal (JMN), di cui Chitra Bahadur divenne dirigente. Nel 2006, si creò una spaccatura fra il segretario generale Moham Bikran Singh e l'importante dirigente Narayan Kaji Shrestha, che si riflesse anche nel JMN. Quando il Partito si spaccò in due, altrettanto avvenne per il JMN; Chitra Bhadur guidò la fazione vicina a Singh.
Il 25-26 maggio 2006 si tenne a Butwal una conferenza della JMN di Chitra Bhadur; questi venne nominato presidente dell'organizzazione. Nel 2007, per differenziarla dalla fazione rimasta con Prakash, la fazione di Chitra Bhadur tornò a chiamarsi Rashtriya Janamorcha.
Chitra Bahadur partecipò alle elezioni per l'Assemblea Costituente del 2008 nella circoscrizione 2 di Baglung. Ottenne 12 594 voti, conquistando il seggio.